# Milton Holmes
Milton Holmes (* 30. Juli 1907 in Syracuse, New York; † 19. September 1987 in Los Angeles, Kalifornien) war ein US-amerikanischer Drehbuchautor, Schauspieler und Filmproduzent, der einmal für den Oscar für das beste Originaldrehbuch nominiert wurde.

## Leben
Holmes begann seine Laufbahn in der Filmwirtschaft Hollywoods als Schauspieler 1927 The Wreck of the Hesperus von Elmer Clifton, in dem er an der Seite von Sam De Grasse, Virginia Bradford und Francis Ford spielte. Bis Mitte der 1930er Jahre spielte er in acht weiteren Filmen mit wie zum Beispiel in Die neue Heimat (A Ship Comes In, 1928) von William K. Howard, Das gottlose Mädchen (The Godless Girl, 1929) von Cecil B. DeMille oder auch Menschen im Hotel (Grand Hotel, 1932).
1943 wurde erstmals ein Drehbuch von ihm verfilmt: Die von H. C. Potter mit Cary Grant, Laraine Day und Charles Bickford inszenierte romantische Filmkomödie Mr. Lucky basierte auf seiner Erzählung Bundles for Freedom.
Für das Filmdrama Gauner und Gangster (Salty O’Rourke, 1945) von Raoul Walsh mit Alan Ladd, Gail Russell und William Demarest wurde er bei der Oscarverleihung 1946 für den Oscar für das beste Originaldrehbuch nominiert.
Holmes produzierte zwischen 1947 und 1961 auch vier Filme, die auf seinen Drehbüchern basierten. Darüber hinaus schrieb er die Drehbücher zur 34-teiligen Fernsehserie Mr. Lucky mit John Vivyan, Ross Martin und Tom Brown.

## Filmografie (Auswahl)
D = Drehbuch, S = Schauspieler, P = Produzent
- 1928: Die neue Heimat (A Ship Comes In, S)
- 1929: Das gottlose Mädchen (The Godless Girl, S)
- 1931: The Spy, S
- 1932: Menschen im Hotel (Grand Hotel)
- 1945: Gauner und Gangster (Salty O’Rourke, D)
- 1947: Johnny O’Clock (D, P)
- 1949: Der Mann, der zu Weihnachten kam (Mr. Soft Touch, D, P)
- 1952: Tommy macht das Rennen (Boots Malone, D, P)
- 1959–1960: Mr. Lucky (Fernsehserie)
- 1961: Verpfiffen (A Matter of Who, D, P)